# Parafia św. Michała Archanioła w Zamościu
Parafia Świętego Michała Archanioła w Zamościu – parafia należąca do dekanatu Zamość diecezji zamojsko-lubaczowskiej. Została utworzona 12 kwietnia 1979 r. 
Kościół parafialny wybudowano w roku 1911 jako cerkiew dla rosyjskiego 66 Butyrskiego Pułku Piechoty zajmującego pobliskie koszary. Obiekt został zrewindykowany na rzecz Kościoła katolickiego w 1919 i rozbudowany w latach 1985–1991, konsekrowany w 1991 r. Kościół mieści się na rogu ulic J. Piłsudskiego i Wojska Polskiego, natomiast plebania przy pobliskiej ul. W. Reymonta.